# Kepler-448 b
Kepler-448 b ou KOI-12 b est une exoplanète de type Jupiter tiède orbitant autour de l'étoile Kepler-448, elle a été découverte en 2015. Elle est située à environ 1 389 années-lumière de la Terre.